# Seimatosporium fusisporum
Seimatosporium fusisporum är en svampart som beskrevs av H.J. Swart & D.A. Griffiths 1974. Seimatosporium fusisporum ingår i släktet Seimatosporium och familjen Amphisphaeriaceae.   Inga underarter finns listade i Catalogue of Life.